# 星寶國際
上亞科技股份有限公司 （原星寶國際股份有限公司·基因國際生醫股份有限公司，英語：Singbao International Co., Ltd.）是目前全台於自費醫療領域專業的醫療管理輔導顧問公司。然而基因國際於2013年10月2日上午遭檢調搜索，包括董事長徐洵平的住處和基因國際生技公司等多處。檢調人員懷疑幕後股東涉嫌進行內線交易炒股獲利。檢調是依違反證交法內線交易罪發動偵查，除約談股東許雅鈞、許慶祥外，另搜索、約談基因國際董事長徐洵平、姜麗芬夫妻及他們的住處。

## 歷史
- 公司成立於1994年1月7日，為IC設計業者，研究、開發、生產、製造及銷售可攜式產品IC、無線通訊積體電路及全球衛星定位系統積體電路等，名稱為亞全科技股份有限公司。而後改名為「達鈺半導體股份有限公司」，是為半導體業。
- 2010年11月23日 ，董事長徐洵平透過借殼方式上櫃，將達鈺更名為「基因國際生醫股份有限公司」[2]，主要從事醫學美容事業之發展，為台灣自費醫療領域中規模最大的醫療公司。
- 2012年5月29日起，公司於交易所的產業類別將由「半導體業」變更為「生技醫療業」。
- 2013年10月2日，董事長徐洵平、姜麗芬夫妻及相關股東包括藝人小S夫婿許雅鈞、許父許慶祥藉胖達人麵包題材炒股，再出脫持股獲利，檢調單位搜索許雅鈞和小S在台北市仁愛路帝寶的住處，以及基因國際公司、生技達人公司等多個處所，帶回4人偵訊。台北地檢署檢察官諭令徐洵平500萬元交保限制出境、姜麗芬200萬元交保限制出境、許慶祥300萬元交保限制出境、許雅鈞200萬元交保限制出境。
- 2014年1月28日，台北地檢署偵結，被告徐洵平、姜麗芬、許慶祥、許雅鈞等4人實際知悉生技達人公司102年6月份公司淨利驟降、經營虧損，暨經營階層因此更易董事長之重大消息，竟於該等重大消息公開前，大量出脫持股，被告徐洵平、姜麗芬2人共規避損失1232萬6300元、被告許慶祥規避損失657萬529元；被告許雅鈞規避損失1301萬3739元。被告徐洵平、姜麗芬、許慶祥、許雅鈞等4人因涉犯證券交易法之內線交易罪嫌，提起公訴；被告徐洵平、姜麗芬、許慶祥等三人，均在偵查中自白，且被告徐洵平（含被告姜麗芬部分）於102年12月27日自動繳交規避損失之犯罪所得金額計1232萬6300元，被告許慶祥於102年12月24日自動繳交規避損失之犯罪所得金額計657萬529元，渠等三人均應依證券交易法第171條第5項之規定，減輕其刑，併酌情量處適當之刑。被告許雅鈞犯後否認犯行，規避損失金額高達1301萬3739元，請從重量刑，以資懲儆。
- 2015年8月28日，台北地院一審宣判，認定許雅鈞賣股與內線消息無關，判決無罪；許慶祥因一度認罪又翻供，依證券交易法內線交易罪判刑2年，徐洵平夫婦，也在得知莊鴻銘去職前拋股50張股票，獲利1萬1571元，因拋售數量僅佔2人持股不到千分之3，且均認罪繳交犯罪所得還捐公益100萬元，因此各判刑2年及1年8月，均緩刑3年。 全案上訴二審審理中。
- 2023年9月1日，公司更名為上亞科技股份有限公司，並推動綠能產業與能源轉型。[3]

## 主要業務
醫學美容事業
- 主要從事統合診所醫藥之聯合採購。
- 開發與設計醫學美容保養品等。

專業服務
- 提供診所全方位的服務，包括從診所地點的挑選、內部裝潢之規劃設計、專業人員培訓及建立標準化之作業流程等。另外公司還提供診所房屋的租賃，以及醫學美容儀器之租賃服務等。[4]

## 業外轉投資
- 胖達人麵包店
- 北京蜜絲蜜糖餐飲管理有限公司

## 外部連結
- 星寶國際股份有限公司（原基因生醫股份有限公司） （页面存档备份，存于）